# 江苏省方强强制隔离戒毒所
江苏省方强强制隔离戒毒所与江苏省方强劳动教养管理所曾是一个机构两块牌子 ，位于江苏省盐城市大丰区。所在区域面积50平方公里，以方强农场之名列为大丰区的一个类似乡级单位。
历史最早可追溯至1951年，苏北行政公署公安局投资建立的劳改农场。时称盐城区劳改支队，隶属于盐城专区公安处。1953年，以在大丰县牺牲的上海青浦籍抗日烈士方强命名为江苏省方强农场，隶属于江苏省公安厅。1967年后，犯人和刑释留场人员陆续调出。1969年，南京军区组建江苏生产建设兵团，方强农场改为兵团第三师十五团，成为一所知青农场。1975年，改制为国营农场，隶属于江苏省农垦局和盐城地区农垦局。1984年，恢复为劳改农场，对内称江苏省第十九劳改支队，隶属盐城市司法局和江苏省劳改工作局。1986年，由省局统管。1989年，成立江苏省方强劳教所。2008年，增加强制隔离戒毒矫治职。因此增挂江苏省方强强制隔离戒毒所招牌。2009年时，连续13年实现四无（无劳教人员逃跑、无劳教人员非正常死亡、无所内案件、无生产死亡事故）。同时，江苏省劳教系统改革，所企分离。成立江苏方强农场集团有限公司，属江苏恒实集团，负责全场生产经营工作。

## 行政区划
方强农场下辖以下地区：
方强农场虚拟生活区。